# Ariel Katzenelson
Ariel Katzenelson (* 9. September 1993) ist ein israelischer Volleyballspieler.

## Karriere
Katzenelson spielte von 2011 bis 2015 in der israelischen Liga abwechselnd für Hapoel Mate-Asher Akko und Maccabi Tel Aviv. Mit beiden Vereinen nahm er an verschiedenen Europapokal-Wettbewerben teil. Außerdem war der Zuspieler seit 2011 Mitglied der israelischen Nationalmannschaft. 2015 wechselte er zum deutschen Bundesligisten VSG Coburg/Grub. Mit dem Verein, der wirtschaftliche Probleme hatte, verpasste er den Klassenerhalt in der Bundesliga-Saison 2015/16. Anschließend kehrte er nach Israel zurück. Dort spielte er zunächst wieder für Akko und von 2017 bis 2019 in Tel Aviv. 2019 wechselte er zum Bundesligisten Helios Grizzlys Giesen. Nach dem coronabedingten Saisonabbruch kehrte Katzenelson in seine Heimat zurück.